# Milaan-San Remo 2017
De 108e editie van de wielerwedstrijd Milaan-San Remo werd gehouden op 18 maart 2017.
De renners legden een parcours af van 291 kilometer tussen Milaan en San Remo, waar de race eindigde op de Via Roma. De wedstrijd maakte deel uit van de UCI World Tour 2017. Titelverdediger was de Fransman Arnaud Démare. Hij werd opgevolgd door de Pool Michał Kwiatkowski.

## Wedstrijdverloop
Door het werk van Team Sunweb is er sprake van een harde koers met als doel sprinters te lossen en Michael Matthews de overhand te geven. In de laatste kilometer van de slotklim, de Poggio, gaat Peter Sagan in de aanval. Vlak onder de top komen Julian Alaphilippe en Kwiatkowski bij de Slowaak en rijden ze gedrieën richting San Remo. Sagan gaat in de sprint als eerste aan, maar Kwiatkowski heeft zijn sprint het beste getimed en wint de koers.

## Deelnemende ploegen
| 18 UCI World Tour-ploegen | 18 UCI World Tour-ploegen | 18 UCI World Tour-ploegen | 7 wildcards                 |
| ------------------------- | ------------------------- | ------------------------- | --------------------------- |
| AG2R La Mondiale          | Dimension Data            | Orica-Scott               | Androni Giocattoli-Sidermec |
| Astana                    | FDJ                       | Quick-Step Floors         | Bardiani CSF                |
| Bahrein-Merida PCT        | Katjoesja Alpecin         | Sky                       | Nippo-Vini Fantini          |
| BMC Racing Team           | LottoNL-Jumbo             | Sunweb                    | Wilier Selle Italia         |
| BORA-hansgrohe            | Lotto Soudal              | Trek-Segafredo            | Cofidis                     |
| Cannondale-Drapac         | Movistar                  | UAE Team Emirates         | Gazprom-RusVelo             |
|                           |                           |                           | Team Novo Nordisk           |
|                           |                           |                           |                             |

## Uitslag
| Milaan-San Remo 2017 |                      |                             |          |
| Plaats               | Naam                 | Ploeg                       | Tijd     |
| Winnaar              | Michał Kwiatkowski   | Team Sky                    | 7u08'39" |
| 2                    | Peter Sagan          | BORA-hansgrohe              | z.t.     |
| 3                    | Julian Alaphilippe   | Quick-Step Floors           | z.t.     |
| 4                    | Alexander Kristoff   | Team Katjoesja Alpecin      | + 5"     |
| 5                    | Fernando Gaviria     | Quick-Step Floors           | z.t.     |
| 6                    | Arnaud Démare        | FDJ                         | z.t.     |
| 7                    | John Degenkolb       | Trek-Segafredo              | z.t.     |
| 8                    | Nacer Bouhanni       | Cofidis                     | z.t.     |
| 9                    | Elia Viviani         | Team Sky                    | z.t.     |
| 10                   | Caleb Ewan           | Orica-Scott                 | z.t.     |
| 11                   | Magnus Cort          | Orica-Scott                 | z.t.     |
| 12                   | Michael Matthews     | Team Sunweb                 | z.t.     |
| 13                   | Sonny Colbrelli      | Bahrain-Merida              | z.t.     |
| 14                   | Daniele Bennati      | Movistar Team               | z.t.     |
| 15                   | Francesco Gavazzi    | Androni-Sidermec-Bottecchia | z.t.     |
| 16                   | Luka Mezgec          | Orica-Scott                 | z.t.     |
| 17                   | Ben Swift            | UAE Team Emirates           | z.t.     |
| 18                   | Tim Wellens          | Lotto Soudal                | z.t.     |
| 19                   | Edvald Boasson Hagen | Team Dimension Data         | z.t.     |
| 20                   | Marco Canola         | Nippo-Vini Fantini          | z.t.     |
|                      |                      |                             |          |
| 22                   | Jos van Emden        | Team LottoNL-Jumbo          | z.t.     |